# Габлиц, Карл Иванович
Карл Ива́нович (Карл-Лю́двиг) Га́блиц (первоначально Габлицл или Габлицль, нем. Carl Ludwig Habliz (Habliz'l); 2 апреля 1752, Кёнигсберг — 9 октября 1821, Петербург) — российский учёный-энциклопедист немецкого происхождения, естествоиспытатель, географ и путешественник XVIII—XIX веков, государственный деятель. С 1776 года член-корреспондент, с 1796 года — почётный член Петербургской академии наук. Сенатор, президент мануфактур-коллегии.
Прославился научными экспедициями по территории России во второй половине XVIII века, внёс существенный вклад в мировую и российскую науку — биологию, географию, геологию, филологию и этнографию.

## Биография
Карл-Людвиг Габлиц родился в 1752 году в Кёнигсберге, в крещеной еврейской семье. Его отец был занят в литейном и словолитном деле; в 1758 году по служебным делам перебрался в Ригу, оттуда с семьёй в Москву, где был назначен инспектором типографии Московского университета.
Окончив гимназию при Московском университете, 30 июля 1768 года за успехи в учёбе был произведён в студенты медицинского факультета. В следующем году Самуил Готлиб Гмелин привлёк способного студента к участию в экспедиции и в 1769—1775 годах Габлиц путешествовал по Нижнему Поволжью и побережью Каспийского моря, в 1781—1782 годах участвовал в походе Войновича по Каспийскому морю.
В 1776 году Габлиц был избран членом-корреспондентом Петербургской Академии наук. После присоединения Крыма к России 8 февраля 1784 года назначен вице-губернатором Таврической губернии (в должности до 1802 года, по другим данным — до 1806 года), занимаясь также научным описанием новоприсоединённых земель по всем трём царствам природы.
В 1796 году Карл Габлиц пожалован в статские советники и был принят в почётные члены Академии наук, в 1800 году получил чин тайного советника. В 1786 году Габлицу князем Г. А. Потёмкиным были пожалованы имения под Судаком и в деревне Чоргун — восточная часть села долго носила названия Карловка.
В 1802 году назначен главным директором государственных лесов в лесном департаменте министерства финансов, на этой должности способствовал открытию первых лесных школ в России (в Царском Селе, 1803, и Козельске, 1805), в частности — Практического лесного училища. В 1809 году закончил службу, за свою деятельность награждён орденом Св. Анны 1-й степени и орденами Св. Владимира 2-й и 4-й степени, а в 1810 году, в ознаменование заслуг перед Отечеством, Габлиц получил бриллиантовые знаки к ордену Святой Анны.
Габлиц умер 9 октября 1821 года в Петербурге; был похоронен на Волковском лютеранском кладбище.
В его честь назван род растений Габлиция (Hablitzia M.Bieb.) (или Габлиция тамусовидная семейства Маревые.
Карстовая шахта Габлица (155-3) заложена в верхнеюрских известняках центральной части плато Ай-Петринского горного массива в 100 м к юго-западу от пещеры Палласа. Протяженность 40 м, глубина 26 м, площадь 50 м². Представляет собой вертикальный колодец, выходящий в свод подземного зала. Названа в 2002 году Крымским региональным центром Украинской спелеологической ассоциации в честь известного отечественного ученого академика-натуралиста Карла Ивановича Таблица (1762—1821).
К. И. Габлицу принадлежал большой земельный участок на углу Озерного переулка и Лиговского канала (на котором был впоследствии выстроен доходный дом Прасковьи Михайловны фон Анреп).

## Семья
- Отец — Иоганн Венцель Габлицель, словолитный мастер, инспектор типографии Московского университета[12] (1758-1778 гг.), последние годы жил в Курске, где и скончался[13]. Мать — Екатерина Елизавета Шульц.
- Братья — Фёдор Иванович Габлиц (Фридрих Габлицел, Габлицл, Габлицль), выпускник Московского университета, переводчик[14]; Роман Иванович Габлиц (Рейнгольд-Михаэль Габлицель, Габлицл; 1 февраля 1858, Кёнигсберг — 26 декабря 1825, Санкт-Петербург), надворный советник, секретарь конторы Исаакиевской церкви (1783), секретарь по переписке при генерал-губернаторе (1788), директор комиссии по вспомоществлению евреям-христианам (1822), в его переводе Московским университетом была опубликована грамматика турецкого языка Гольдермана («Турецкая грамматика, или краткий и легчайший способ к изучению турецкого языка, с собранием имён, глаголов и нужнейших к познанию речей и многих дружеских разговоров, переведённая с французского языка императорского Московского Университета студентом Рейнголдом Габлицем», 1777)[15]; Генрих (Иван Иванович), выпускник Московского университета, поручик пехоты.

Дочь — Анна Карловна Габлиц (? — 23 января 1865); была замужем за Николаем Ивановичем Серовым (1790—1856), чиновником финансового ведомства из купеческого сословия.
Внуки и правнуки:
- Внук — Александр Николаевич Серов (1820—1871), композитор
  - Правнук — живописец Валентин Серов.
- Внучка — Софья Николаевна Серова (ок. 1820—1861), в замуж. Дютур
- Внучка — Олимпиада Николаевна Серова, в замуж. Баниге (1832—1914). 
  - Правнук — Сергей Владимирович Баниге (1862—1926), архитектор и инженер. Его сын — Владимир Сергеевич Баниге, архитектор-реставратор

## Сочинения

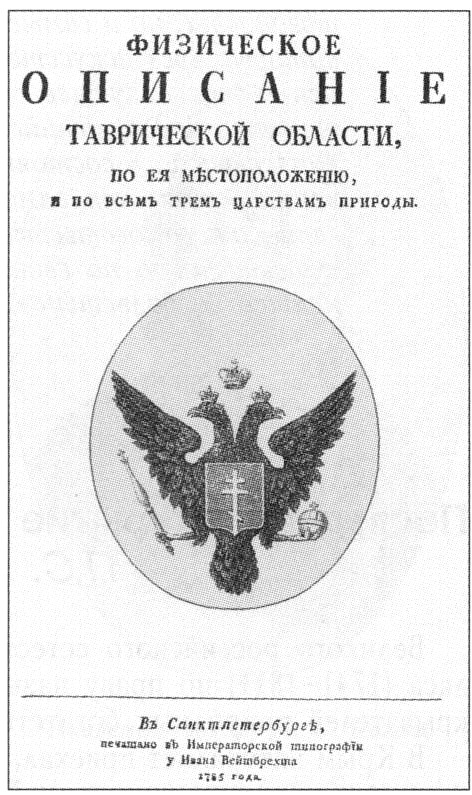
Габлиц К. И. Физическое описание Таврической области… Обложка издания 1785 года

- Габлиц К. Исторический журнал бывшей в 1781 и 1782 годах на Каспийском море Российской эскадры под командой флота капитана второго ранга графа Войновича: Сочинение К. Г. С картою оного моря. — М.: Типография С. Селивановского, 1809. — XXVIII, 122 с.
- Габлиц К. И. Географические известия служащие к объяснению прежнего состояния нынешней Таврической Губернии собранные из разных древних и средних времен писателей с тремя картами. — СПб., 1803.
- Габлиц К. И. Физическое описание Таврической области, по её местоположению, и по всем трем царствам природы. — СПб., Тип. И. Вейтбрехта, 1785. — 199 с.